# Скнилов (Золочевский район)
Скнилов (укр. Скнилів) — село в Красненской поселковой общине Золочевского района Львовской области Украины.
Население по переписи 2001 года составляло 384 человека. Занимает площадь 1,73 км². Почтовый индекс — 80730. Телефонный код — 3265.